# Jacques Gasc
Pour les articles homonymes, voir Gasc.
Pas d'image ? Cliquez ici

a Compétitions nationales et continentales officielles uniquement.

b Matchs officiels uniquement.
Jacques Gasc, né le 24 décembre 1949 à Graulhet (Tarn) et mort le 16 juin 2025 à Albi,, est un joueur de rugby à XV français évoluant au poste de troisième ligne aile.

## Biographie
Jacques Gasc est membre du Sporting club graulhetois dans les années 1970. Il obtient sa première et unique sélection en 1977 lors d'un match contre la Nouvelle-Zélande au parc des Princes, le 19 novembre 1977, où il suppléa Jean-Pierre Rives, blessé.

## Palmarès
- Finaliste du Challenge Yves du Manoir en 1976